# وريد بين الرؤوس السلامية لليد
تتّصل الأوردة الراحية لأصابع اليد في كل إصبع مع الشبكة الوريدية الظهرانية لليد عن طريق وريد بين الرؤوس السلامية لليد المائل (بالإنجليزية: Intercapitular veins of the hand)‏. يقوم هذا الوريد بتصريف الدم إلى الضفيرة الوريدية التي توجد على بروز الرانفة، والضرة أمام الرسغ.